# Fuente-Álamo
Fuente-Álamo ist eine Gemeinde (municipio) mit 2.417 Einwohnern (Stand: 2024) in der spanischen Provinz Albacete der Autonomen Region Kastilien-La Mancha. 

## Lage
Fuente-Álamo liegt in der Comarca Campos de Hellín in einer Höhe von ca. 820 m. Der Ort selbst liegt etwa 45 Kilometer südöstlich der Provinzhauptstadt Albacete. 

## Bevölkerungsentwicklung
| Jahr      | 1950 | 1970 | 1981 | 1991 | 2001 | 2011 | 2021 |
| Einwohner | 3244 | 2628 | 2466 | 2432 | 2504 | 2643 | 2447 |

## Sehenswürdigkeiten

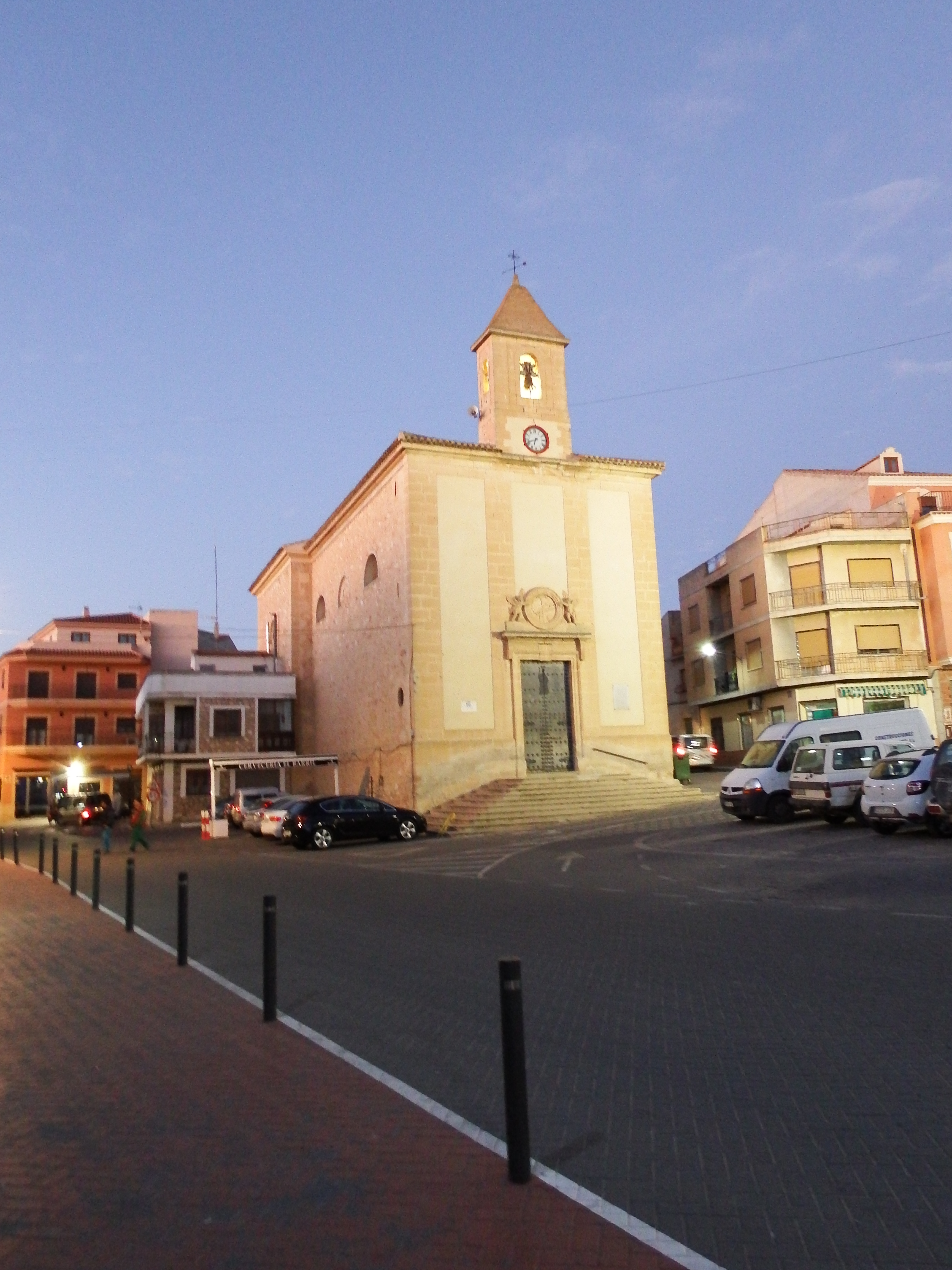
Dionysiuskirche
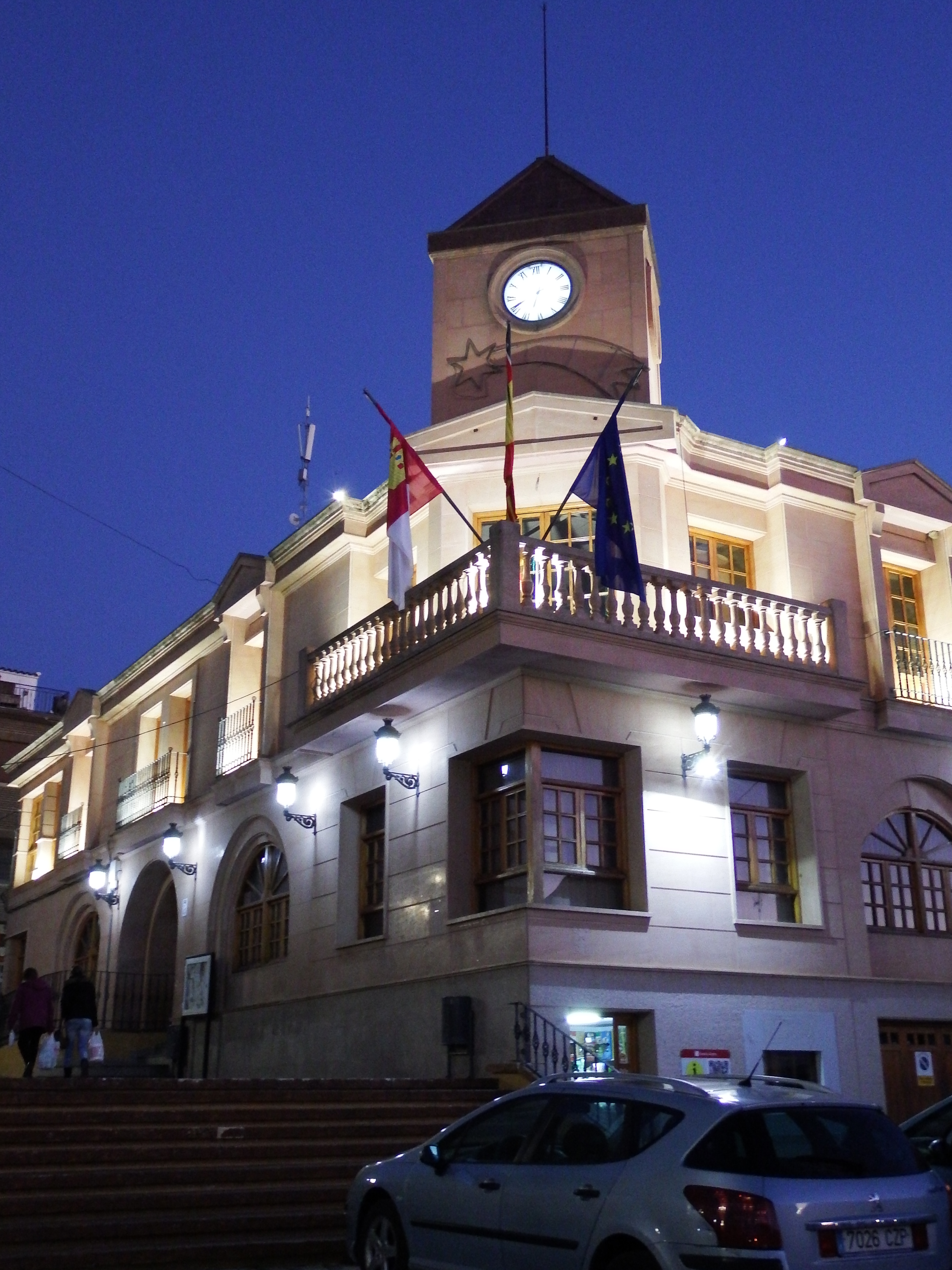
Rathaus

- Dionysiuskirche
- Rathaus